# 설민석의 세계사 대모험
《설민석의 세계사 대모험》은 설민석의 어린이 역사 학습 만화이다. 출판사는 단꿈아이이다.

## 권수
- 1권  프랑스 편 - 프랑스 혁명
- 2권  독일 편 - 히틀러의 두 얼굴
- 3권  독일 편 - 전쟁과 평화
- 4권  이탈리아 편 - 로마에서 생긴 일
- 5권  이탈리아 편 - 위기의 르네상스
- 6권  미국 편 - 인디펜던스
- 7권  미국 편 - 미국의 두 얼굴
- 8권  중국 편 - 진시황제의 비밀
- 9권  중국 편 - 분열의 시작
- 10권 영국 편 - 멋진 신세계
- 11권 영국 편
- 12권 영국 편 - 희망의 숨결

## 등장 인물

### 메인 등장
- 설쌤
- 데이지
- 알라딘
- 대성이
- 지니
- 카심과 40인의 도적들
- 슈리
- 흑마법사
- 흑마법사의 부하
- 술탄[1]
- 왕비[2]
- 오즈마
- 반디
- 소천

### 권수 등장
1권
- 마리 앙투아네트
- 루이 16세
- 로베스피에르

2~3권
- 아돌프 히틀러
- 게슈타포
- 페르디난트 포르셰

4권
- 티투스
- 아킬레우스

5권
- 레오나르도 다빈치 (레오)
- 사보나롤라
- 보티첼리

6권
- 조지 워싱턴
- 벤저민 프랭클린
- 존 애덤스
- 토머스 제퍼슨

7권
- 커스터
- 성난 말
- 앉은 소

8권
- 진시황제
- 조고
- 이사 (진나라의 승상)
- 진진

9권 
- 진시황제
- 조고
- 이사 (진나라의 승상)
- 진진

10권
- 토마스 윌리엄 윌리엄 아버지

11귄//
12귄//

## 같이 보기
- 세계사
- 설민석의 한국사 대모험
- 설민석